# Lake Placid Equestrian Stadium
Lake Placid Equestrian Stadium je stadion zejména pro jezdectví v Lake Placid. Pojme 30 000 diváků. Byl hlavním centrem dění při Zimních olympijských hrách v roce 1980, kde se konaly zahajovací a závěrečné ceremoniály.